# سنتره-آویا
سنتره-آویا (انگلیسی: Centre-Avia) شرکت هواپیمایی روس است، که در سال ۲۰۰۰ تأسیس شد.